# گلور تپه
گلور تپه مربوط به سده‌های متاخر دوران‌های تاریخی پس از اسلام است و در شهرستان فاروج، روستای برگرد واقع شده و این اثر در تاریخ ۲۳ فروردین ۱۳۴۶ با شمارهٔ ثبت ۶۹۴ به‌عنوان یکی از آثار ملی ایران به ثبت رسیده است.